# Australomimetus burnetti
Australomimetus burnetti är en spindelart som beskrevs av Stefan Heimer 1986. Australomimetus burnetti ingår i släktet Australomimetus och familjen kaparspindlar. Inga underarter finns listade.